# 弗兰克·曼特克
弗兰克·曼特克（德語：Frank Mantek，1959年1月20日—），德国男子举重运动员。他曾代表东德参加1980年夏季奥林匹克运动会举重比赛，获得男子90公斤以下级铜牌。